# Ancestors: The Humankind Odyssey
Ancestors: The Humankind Odyssey (рус. «Предки: Одиссея человечества») — компьютерная игра в жанрах action с видом от третьего лица с элементами симулятора выживания на игровом движке Unreal Engine 4, разрабатываемая канадской компанией Panache Digital Games для платформ Microsoft Windows, PlayStation 4 и Xbox One. Издатель игры — Private Division, подразделение Take-Two Interactive, отвечающее за поддержку независимых разработчиков. Глава студии Патрис Дезиле выполнял в разработке игры роли геймдизайнера и творческого директора одновременно. Игра была анонсирована в апреле 2015 года на конференции Reboot Develop в Дубровнике, Хорватия. Игра вышла 27 августа 2019 года на платформе Microsoft Windows.
Игра Ancestors посвящена эволюции человека и ранним этапам истории человечества; её действие начинается в Африке 10 миллионов лет назад. Первоначально предполагалось разбить игру на несколько коротких эпизодов, посвящённых различным временным эпохам, в дальнейшем разработчики решили сделать все временные эпохи доступными игроку с самого начала. В соответствии с намерением Дезиле, игрок должен получить в игре большую свободу, став венцом собственной истории.

## Отзывы
| Сводный рейтинг | Сводный рейтинг |
| Агрегатор       | Оценка          |
| --------------- | --------------- |
| GameRankings    | 64,45 %         |